# کلیسای جامع برمن

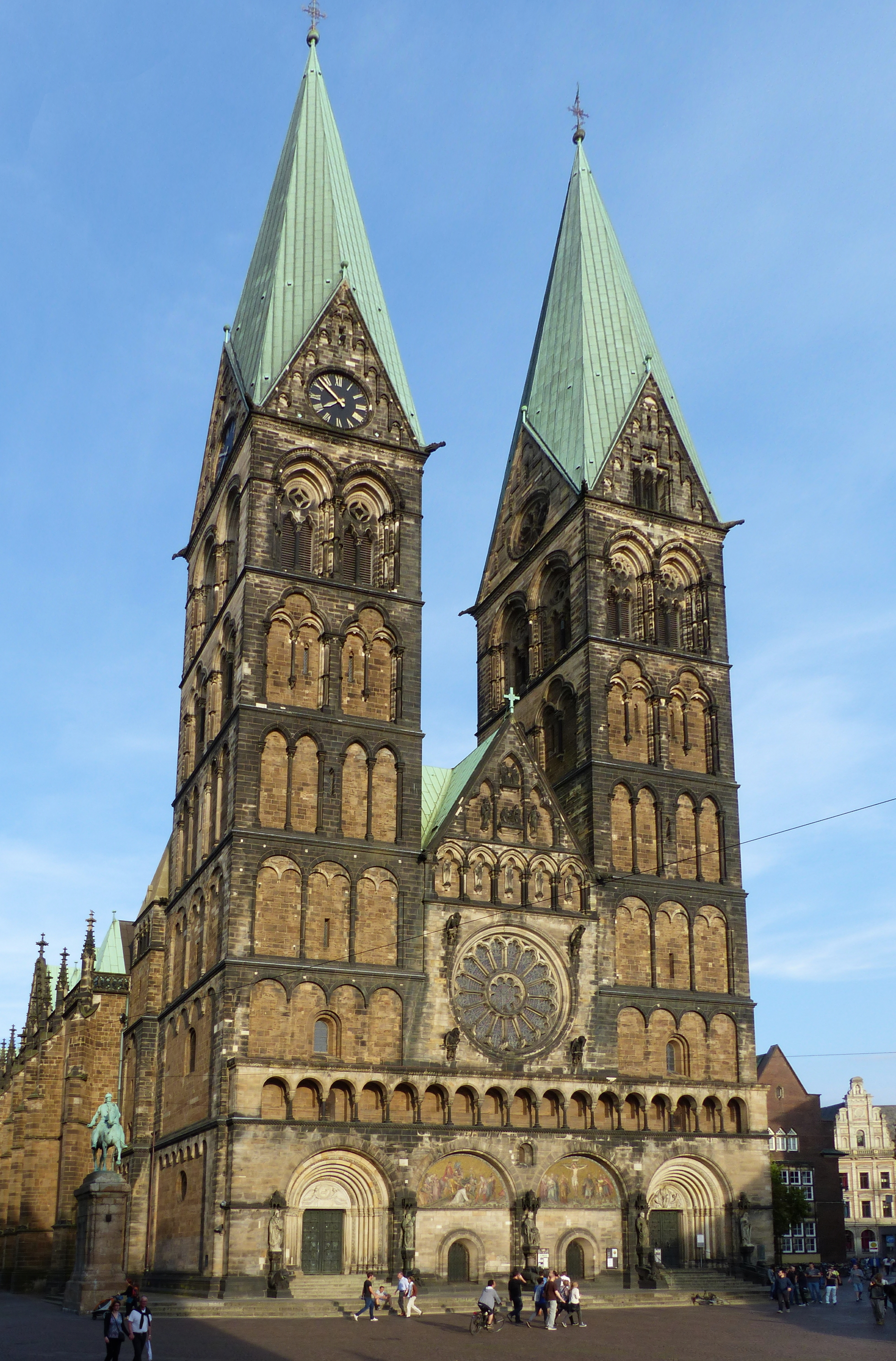
نمایی از کلیسا

کلیسای جامع برمن یا کلیسای جامع سنت پیتر یا سنت پطرس (آلمانی: Bremer Dom یا St. Petri Dom zu Bremen) یک کلیسای جامع لوتران در برمر مارکت‌پلاتز برمن، آلمان است.
این کلیسا در سال ۷۸۹ به صورت چوبی ساخته شد اما قبل ۸۰۵ میلادی کاملاً تخریب و اولین کلیسای سنگی جایگزین آن شد، در آتش‌سوزی گسترده سال ۱۰۴۱ ساختمان کلیسا ویران شد و پس از آن بازسازی آغاز شد، در سال‌های ۱۲۵۰ تا ۱۵۰۰ میلادی قسمت‌های مختلف کلیسا ساخته شد. همچنین ۱۸۸۸ تا ۱۹۰۱ میلادی کلیسا مورد مرمت قرار گرفت.

## نگارخانه

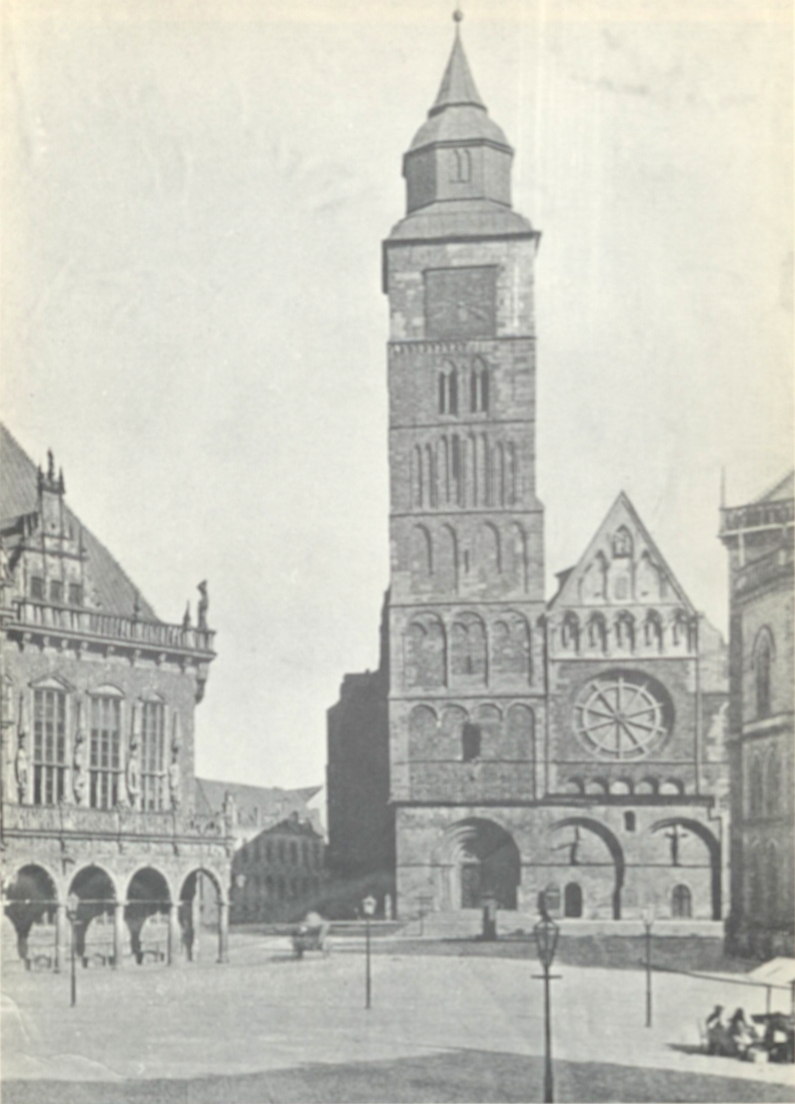
۱۸۸۰
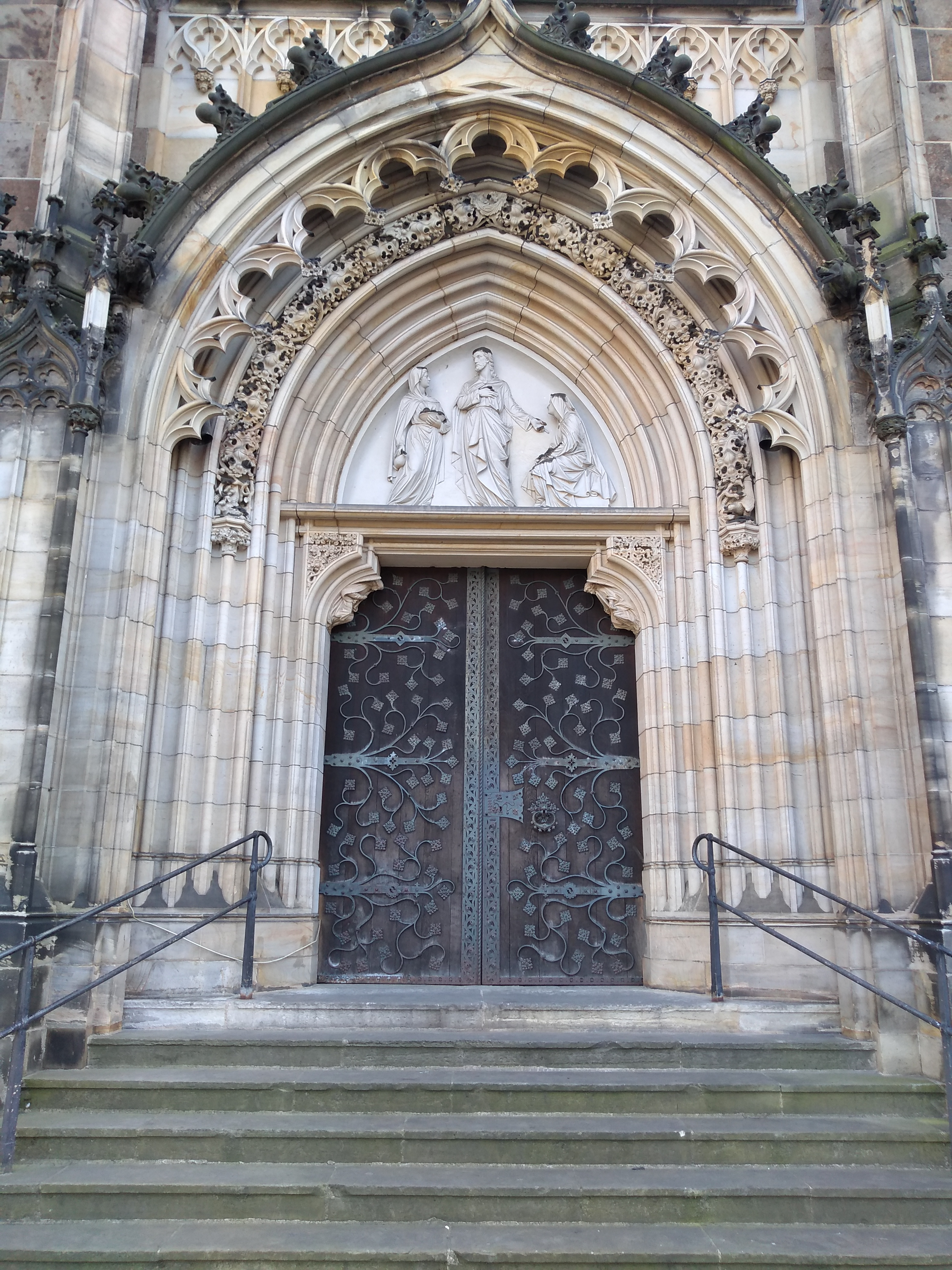
درب ورودی کلیسا
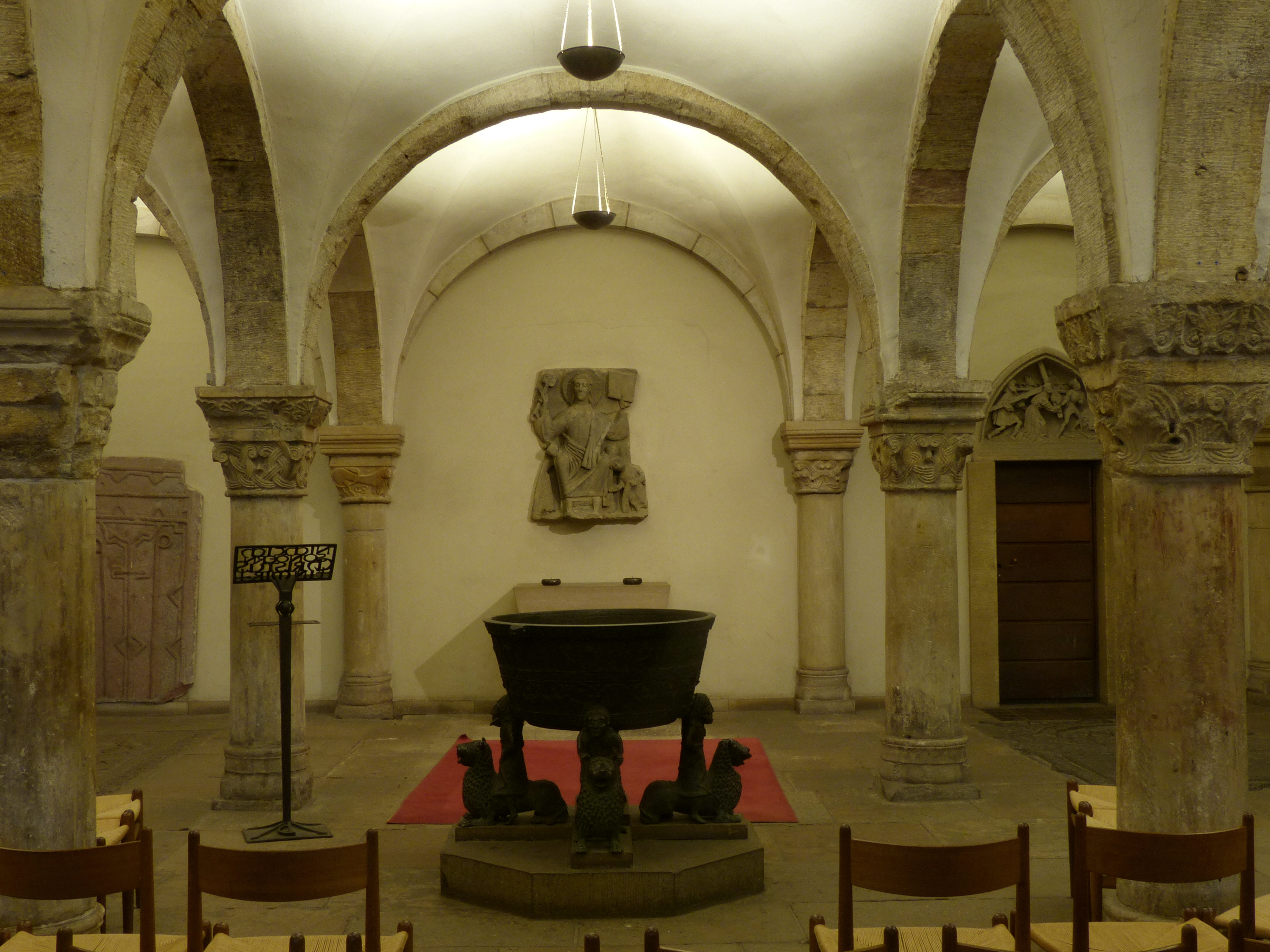
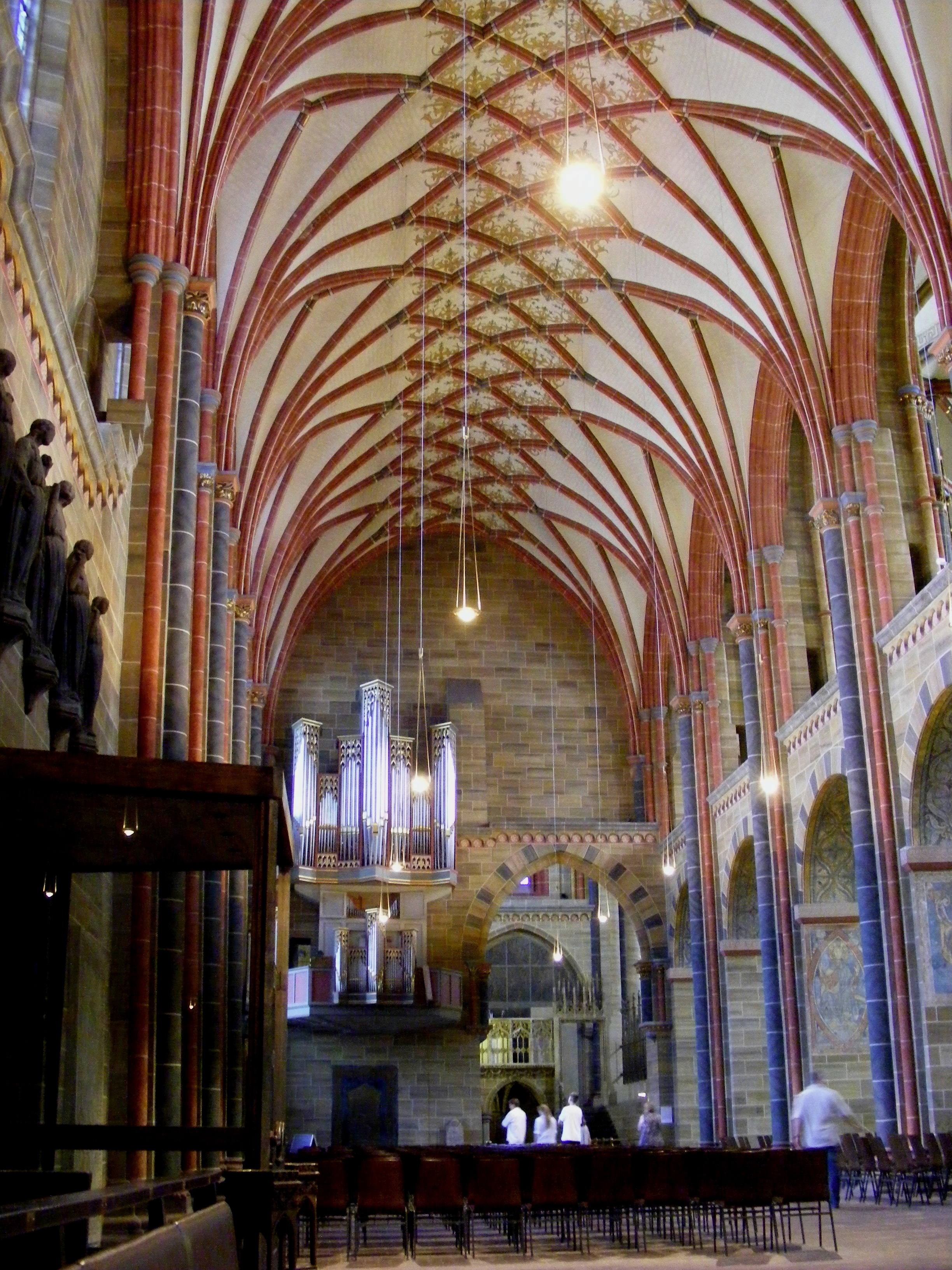
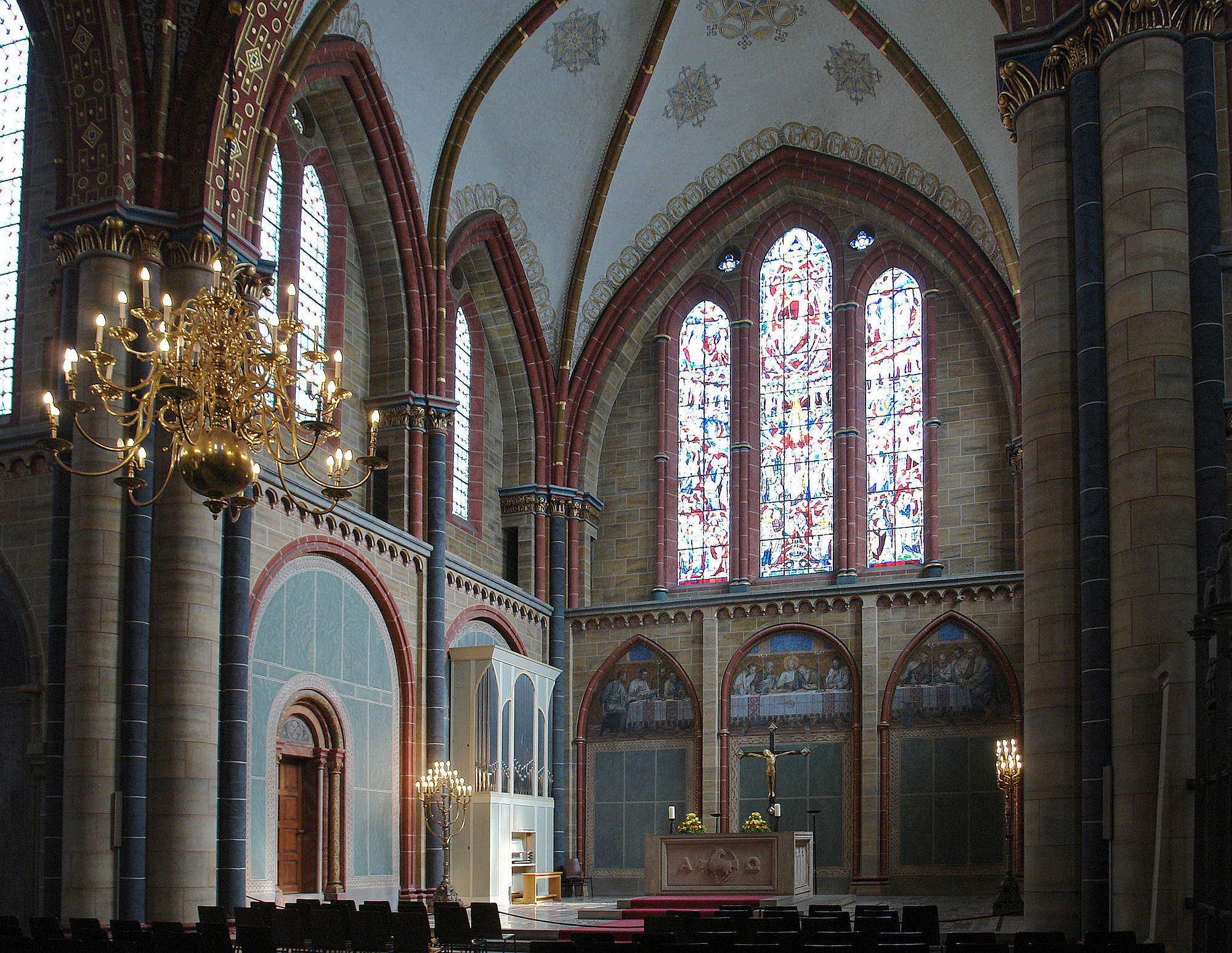